# Grover Washington jr.
Grover Washington Jr. (Buffalo, 12 december 1943 – New York, 17 december 1999) was een Amerikaanse jazz-funk- en souljazz-saxofonist.

## Jeugd
Washington kwam uit een muzikale familie: zijn moeder zong in kerkkoren en zijn vader verzamelde jazzplaten en speelde saxofoon, een broer was organist in de kerk, en zijn jongste broer, Darryl, speelde drums, deze zou later ook in de professionele muziekwereld terechtkomen. Toen Washington 10 jaar was kreeg hij een saxofoon van zijn vader. De liefde voor de muziek was gelijk begonnen: hij wilde naar clubs gaan om naar mensen zoals Jack McDuff, Harold Vick en Charles Lloyd te kijken. Op zijn twaalfde begon hij zelf in clubs te spelen en speelde samen met de Four Clefs. Hij volgde lessen op de Wurlitzer School of Music en studeerde een verscheidenheid aan instrumenten, hij leerde als eerste de saxofoon te spelen, daarna de piano, daarna drums, en als laatste percussie. Daarna ging hij het leger in, daar speelde hij in de band van het leger, waardoor hij de drummer Billy Cobham (die veel muzikanten kende) leerde kennen, zodat Washington jr. veel in New York en Philadelphia ging spelen.

## Begincarrière
Toen Washington uit het leger kwam in 1967 verhuisde hij naar Philadelphia waar hij met verschillende organisten speelde waaronder Charles Earland en Johnny Hammond Smith. Van 1967 tot 1968 speelde hij met Don Gardner's Sonotones. In 1969 werkte voor een plaatselijke platendistributeur en begon zich in de jazz te verdiepen. Daardoor ontmoette hij Jimi Hendrix, Jethro Tull, en John Mayall. In 1971 hield Washington jr. zich weer bezig met de muziek, speelde bij de band van Charles Earland en speelde tevens met Joe Jones, Leon Spencer en Johnny Hammond.
In 1971 nam hij zijn eerste album op, al ging dat per ongeluk: op de avond dat Hank Crawford een album zou opnemen met producer Creed Taylor, die voor Kudu Records werkte, werd Crawford gearresteerd. Taylor was commercieel ingesteld en wilde toch zo snel mogelijk dat album maken en vroeg op het laatste moment aan Washington jr. of hij de altpartijen op het album wilde spelen. Aldus geschiedde. Het album Breakout werd een grote hit, daardoor kreeg Washington jr. naamsbekendheid. Taylor was onder de indruk van Washington jr. en hij mocht het album Inner City Blues opnemen. Dat album werd een groot succes. Hij bleef platensessies doen met onder anderen Randy Weston, Don Sebesky en Bob James, maar maakte ook solo-albums. In 1972 kwam All the King’s Horses uit, gevolgd door Soul Box in 1973.

## Succesjaren
Mister Magic kwam in 1974 uit en werd wederom een groot commercieel succes. In 1980 kwam Winelight uit. Dit album kreeg twee Grammy Awards, voor Best Jazz Fusion Opname en "Best R & B Song" voor Just The Two Of Us, waar de zangpartij voor rekening van Bill Withers kwam. In 1981 kwam Come Morning uit, op deze cd speelden Ralph MacDonald (percussie), Steve Gadd (drums) , Eric Gale (gitaar), Richard Tee (keyboard), Marcus Miller (basgitaar) en Grady Tate (zang) mee. The best is Yet to Come werd in 1982 uitgebracht en kreeg een Grammy-nominatie voor zang van Patti Labelle. Inside Moves werd in 1984 uitgebracht met zangeres Jon Lucien.
Strawberry Moon was in 1987 de volgende cd die uitgebracht werd. B.B. King en Jean Carne spelen op deze cd mee. Op de cd Then and Now, die in 1988 uitkwam, waren duidelijk de verschillende muziekinvloeden te horen en speelden muzikanten mee als Tommy Flanagan, Herbie Hancock, Ron Carter en Marvin "Smitty" Smith. Op Time Out of Mind, (1990) stond wederom een hit: Sacred kind of Love, gezongen door Phyllis Hyman. Op Next Exit(1992) stond een remake van Take Five van het Dave Brubeck Quartet met de titel Another Take Five. Op dit album werkten The Four Tops en Lalah Hathaway mee. De cd die in 1996 uitkwam, Soulful Strut, bevatte veel invloeden van hiphop, acid jazz en African rhythm. In het begin van de jaren tachtig kreeg Washington jr. een grote rol toebedeeld als producer van Pieces of a Dream, en hij maakte drie succesalbums met deze groep uit Philadelphia.
Washington jr. stierf plotseling aan een hartaanval toen hij het televisieprogramma The Early Show voor CBS aan het opnemen was. De cd Aria werd later postuum uitgegeven. In 2001 verscheen er ook nog een saxofoonbijdrage van hem op het nummer For Love van King Britt.

## Discografie

### Albums
| Album met eventuele hitnotering(en) in de Nederlandse Album Top 100 | Datum van verschijnen | Datum van binnenkomst | Hoogste positie | Aantal weken | Opmerkingen              |
| ------------------------------------------------------------------- | --------------------- | --------------------- | --------------- | ------------ | ------------------------ |
| Inner city Blues                                                    | 1971                  | -                     |                 |              |                          |
| All the King's Horses                                               | 1972                  | -                     |                 |              |                          |
| Soul Box                                                            | 1973                  | -                     |                 |              |                          |
| Mister Magic                                                        | 1974                  | -                     |                 |              |                          |
| Feels so Good                                                       | 1975                  | -                     |                 |              |                          |
| A Secret Place                                                      | 1976                  | -                     |                 |              |                          |
| Reed Seed                                                           | 1978                  | -                     |                 |              |                          |
| Live at the Bijou                                                   | 1978                  | -                     |                 |              |                          |
| Skylarkin                                                           | 1979                  | -                     |                 |              |                          |
| Paradise                                                            | 1979                  | -                     |                 |              |                          |
| Winelight                                                           | 1980                  | 23-05-1981            | 12              | 12           |                          |
| Come Morning                                                        | 1980                  | -                     |                 |              |                          |
| Baddest                                                             | 1981                  | -                     |                 |              |                          |
| The Best Is Yet to Come                                             | 1982                  | -                     |                 |              |                          |
| Inside Moves                                                        | 1984                  | -                     |                 |              |                          |
| House Full of Love                                                  | 1986                  | -                     |                 |              | Muziek van de Cosby Show |
| Strawberry Moon                                                     | 1987                  | -                     |                 |              |                          |
| Then and Now                                                        | 1988                  | -                     |                 |              |                          |
| Time Out of Mind                                                    | 1989                  | -                     |                 |              |                          |
| Next Exit                                                           | 1992                  | -                     |                 |              |                          |
| All My Tomorrows                                                    | 1994                  | -                     |                 |              |                          |
| Soulful Trut                                                        | 1996                  | -                     |                 |              |                          |
| Aria                                                                | 2000                  | -                     |                 |              | Postuum uitgebracht      |

### NPO Radio 2 Top 2000
| Nummer met noteringen in de NPO Radio 2 Top 2000 | '00  | '01-'19 | '20  | '21  | '22  | '23  | '24  |
| ------------------------------------------------ | ---- | ------- | ---- | ---- | ---- | ---- | ---- |
| Just The Two Of Us (met Bill Withers)            | 1842 | -       | 1816 | 1268 | 1397 | 1641 | 1810 |

1. ↑  Een '-' betekent dat het nummer niet was genoteerd en een vetgedrukt getal geeft de hoogste notering aan.
2. ↑  2000 was het eerste jaar met een notering voor dit nummer.